# Veľký Kýr
Veľký Kýr és un municipi d'Eslovàquia que es troba a la regió de Nitra, al sud-oest del país, regat pel Malá Nitra, i un canal de reg, aluent del Danubi.

## Història
S'hi han trobat traces d'un assentament des de l'edat de pedra. Va ser cristianitzat a la fi del segle x. La primera menció escrita Ker es remunta al 1113 en un document del rei Koloman que va donar el poble a l'abadia de Zobor. El 1349 va esdevenir un feu de l'Arquebisbat d'Esztergom. Fins 1918 pertanyia al Regne d'Hongria. De 1938 a 1945, en aplicació del primer arbitratge de Viena va tornar a Hongria.
El 1942 Veľký Kýr i Malý Kýr es van fusionar i formar Nitriansky Kýr. El 1948, el poble va ser rebatejat Milanovce en honor de Milan Rastislav Štefánik (1880-1919), un dels fundadors de laTxecoslovàquia. Des de 1992, després d'una consulta, la població va optar per al nom històric de Veľký Kýr.

## Demografia
| Godina             | 1994 | 2004   | 2014   | 2024   |
| ------------------ | ---- | ------ | ------ | ------ |
| Nombre de persones | 3347 | 3092   | 3017   | 2931   |
| Diferència         |      | −7,61% | −2,42% | −2,85% |

| Godina             | 2023 | 2024   |
| ------------------ | ---- | ------ |
| Nombre de persones | 2963 | 2931   |
| Diferència         |      | −1,07% |